# Guzmania attenuata
Guzmania attenuata är en gräsväxtart som beskrevs av Lyman Bradford Smith och Robert William Read. Guzmania attenuata ingår i släktet Guzmania och familjen Bromeliaceae. Inga underarter finns listade i Catalogue of Life.